# Minna-Maria Kangas
Minna-Maria Kangas (* 5. Februar 1983 in Oulu) ist eine finnische Radrennfahrerin.

## Sportlicher Werdegang
Minna-Maria Kangas begann ihre sportliche Laufbahn als Leichtathletin und bestritt bis 2012 Rennen über Mittel- und Langstrecken sowie Hindernisläufe. Wegen Fußproblemen musste sie aber das Laufen aufgeben.
Seit 2016 ist Kangas im Radsport aktiv. Im ersten Jahr belegte sie bei der finnischen Bahnmeisterschaft Rang drei in der Einerverfolgung, im Jahr darauf wurde sie nationale Vize-Meisterin im Straßenrennen. 2018 gewann sie eine Etappe der Tour of Uppsala. Im Jahr darauf wurde sie finnische Zeitfahrmeisterin und Zweite im Straßenrennen, 2020 gewann sie beide Titel auf der Straße. Zudem belegte sie bei der nationalen Mountainbike-Meisterschaft Rang drei. Sie bestreitet auch Cyclocrossrennen.

## Erfolge

### Straße
2018
- eine Etappe Tour of Uppsala

2019
- Finnische Meisterin – Einzelzeitfahren

2020
- Finnische Meisterin – Straßenrennen, Einzelzeitfahren

## Cyclocross
2021/22
- Finnische Meisterin